# Salzburgi S-Bahn
A Salzburgi S-Bahn egy S-Bahn hálózat Salzburg környékén, Ausztriában és Németországban. Jelenleg öt vonalból áll, melyen 64 állomás és megálló található.

## Története

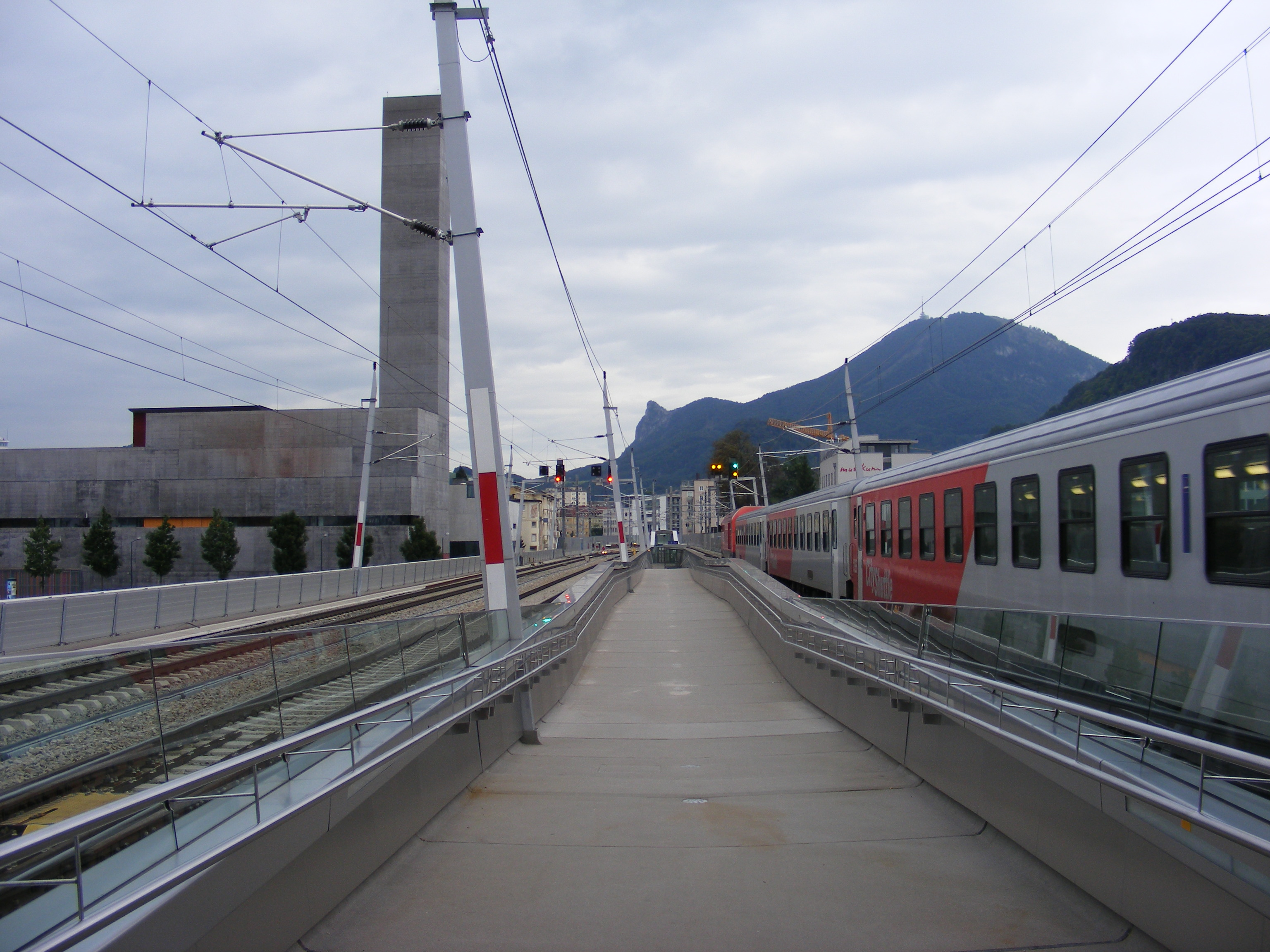
Az újonnan épült vasúti híd felépítménye Salzburg belvárosában

A nyugati ág első megállójának (Salzburg Taxham Europark) építése 2005 tavaszán kezdődött; az állomás 2006 júniusában került üzembe helyezésre, és biztosítja az Europark, Nyugat-Ausztria egyik legnagyobb bevásárlóközpontjának, valamint a Szent Szív Misszionáriusok magángimnáziumának, a salzburgi Európa-bajnokság stadionjának és számos háztartásnak a megközelítését.

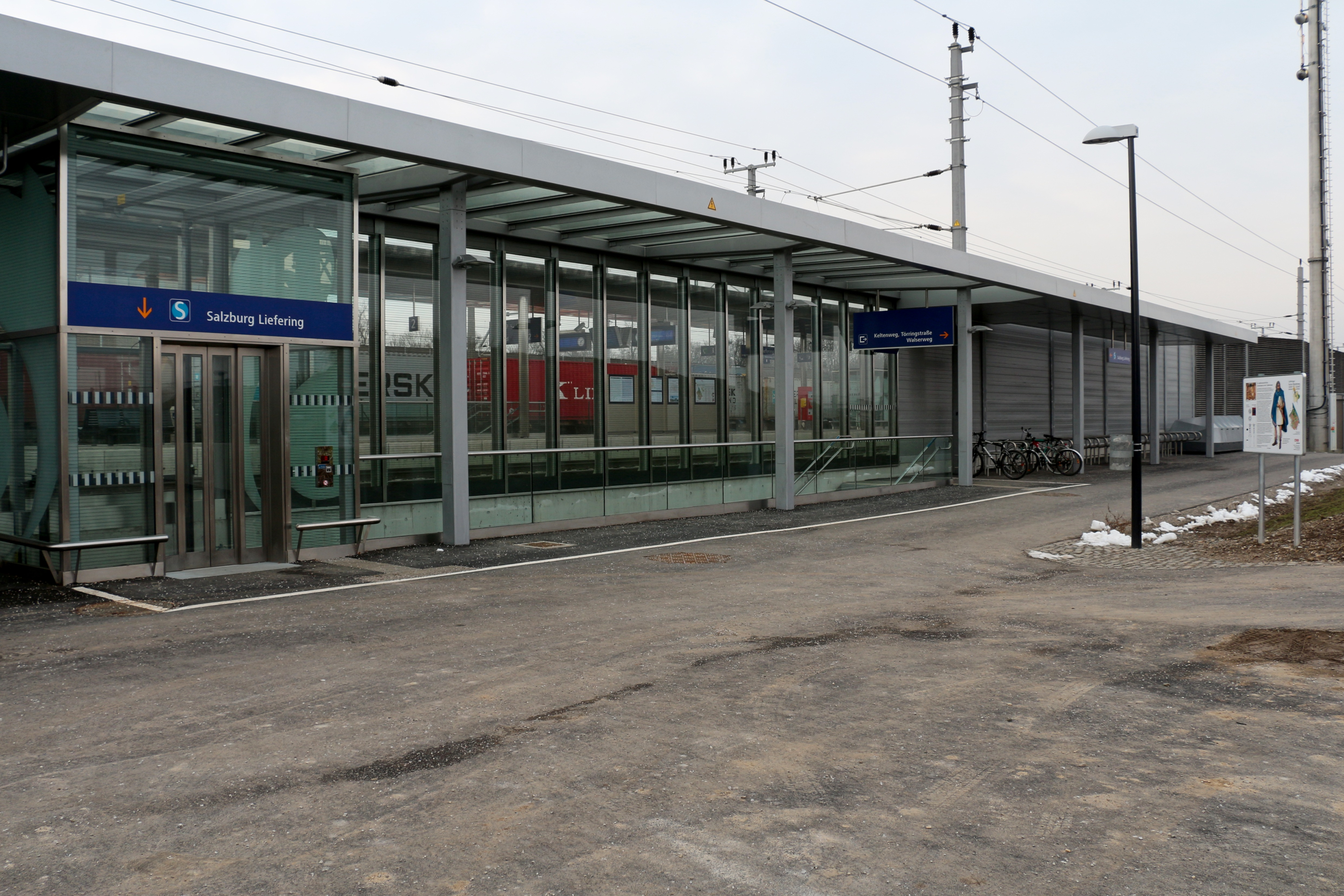
Salzburg Liefering állomás

2005 őszén kezdődött meg a Salzburg Mülln-Altstadt és Salzburg Aiglhof állomások építése, amelyeket 2009. december 12-én nyitottak meg. Ezzel a Salzburgi Orvosi Egyetem (PMU) és a Salzburgi Állami Kórház is bekapcsolódott az új helyi közlekedési rendszerbe. Mindkét megállóban lehetőség van átszállni a városi trolibuszokra, Aiglhofban pedig néhány regionális buszjáratra is.
Végül 2013. december 15-én üzembe helyezték a Salzburg Liefering megállót, amely a szomszédos lakónegyed elérését biztosítja.
Salzburg főpályaudvarát 2009 és 2014 között teljesen átépítették. A pályaudvar funkcionalitását jelentősen javították a távolsági vonatok számára további átmenő vágányok és egy külön S-Bahn peron kialakításával; többek között teljesen akadálymentesítették. Ezen kívül a vágányok alatti átjáró megépítésével a kerületet összekötő funkciót kapott (a Schallmoos kerületből való jobb megközelíthetőség). Az S-Bahn-járatok peronja (8. és 9. vágány) a közeli Nelböck-viaduktról is megközelíthető.
2017-ben elkészült a Freilassing és Salzburg Hbf közötti harmadik vágány hiányzó szakasza (Salzburg Lieferingtől Freilassingig). 2017 decembere óta az S2-es is óránként közlekedik Freilassingba. Az S3 vonatokhoz hasonlóan egy újonnan épített szigetperonról (96. és 97. vágány) indul.

## Menetrend

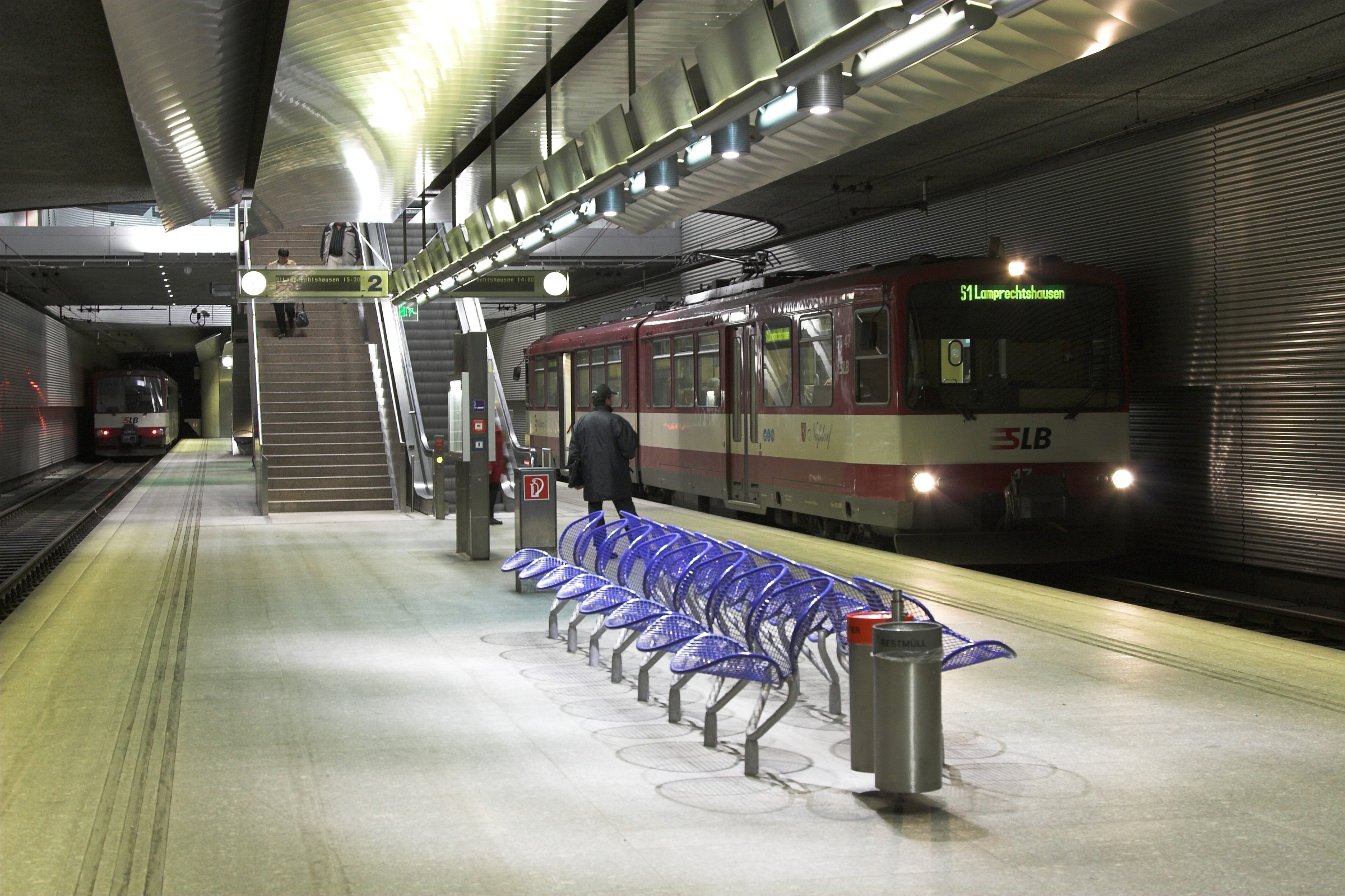
A salzburgi földalatti helyi vasútállomás

Az S1 vonalon 30 percenként (csúcsidőben 15 percenként) közlekednek a vonatok. Az S2-es (regionális vonatokkal kiegészített, kb. 20/40-es időközönként közlekedő) és az S4-es (az S3-as által Freilassing és Bad Reichenhall között szintén nagyjából 20/40-es időközre sűrített) vonalak óránként közlekednek, az S1-es vonal perifériális ága, az S11-es vonal pedig szintén óránként. Az S3 félóránként közlekedik a Schwarzach-St.Veit-Freilassing-Bad Reichenhall szakaszon és kétóránként Saalfeldenig. Hétköznapokon ez a vonal Freilassing és Golling-Abtenau között félóránként közlekedik.
Az S1-es menetrendje nincs szinkronizálva a közép-európai szimmetrikus menetrenddel, mint a Salzburg főpályaudvarról induló többi vasútvonal esetében. Ez azt eredményezi, hogy az S2-ről és az S3-ról az S1-re és fordítva 20 percet vagy annál hosszabb átszállási időt kell biztosítani, ami ellentmond az integrált ütemes menetrend alapgondolatának.
A legtöbb S2-es vonat regionális vonatként közlekedik Wels Hauptbahnhof-ig, vagy onnan az S-Bahn Oberösterreich S2-es vonalaként Linz Hauptbahnhof-ig. Hétvégén és ünnepnapokon az egyes S2-es vonatok S4-es vonatként Berchtesgadenbe (és fordítva) közlekednek.

## Járművek
A Salzburgi S-Bahn hálózaton az alábbi járművek közlekednek, mint S-Bahn:
- 11 db ÖBB 4023 sorozat,
- 10 db ÖBB 4024 sorozat,
- 5 db Stadler FLIRT,
- 18 db SLB SGP-motorkocsi

## Vonalak
| S1  | Salzburg Lokalbahnhof–Lamprechtshausen | Lokalbahn Salzburg–Lamprechtshausen                                                          | Salzburg AG |
| S11 | Salzburg Lokalbahnhof–Trimmelkam       | Lokalbahn Salzburg–Lamprechtshausen Bürmoos–Trimmelkam-vasútvonal                            | Salzburg AG |
| S2  | Salzburg Hbf–Straßwalchen              | Westbahn                                                                                     | ÖBB         |
| S3  | Bad Reichenhall–Schwarzach-St.Veit     | Freilassing–Berchtesgaden-vasútvonal Rosenheim–Salzburg-vasútvonal Salzburg–Tirol-vasútvonal | ÖBB         |
| S4  | Freilassing–Berchtesgaden Hbf          | Freilassing–Berchtesgaden-vasútvonal                                                         | BLB         |